# NK Žepče
Der Nogometni Klub Žepče war ein bosnisch-herzegowinischer Fußballverein aus Žepče. Der Verein spielte zwischen 2002 und 2008 in der Premijer Liga, der höchsten bosnischen Spielklasse.

## Allgemeines
Der Verein wurde 1919 gegründet. Žepče war bis 2003 als NK Zovko Žepče bekannt, bis dem Vereinsnamen Limorad (der Name des Hauptsponsors) hinzugefügt wurde. Seit 2004 hieß der Verein schlicht NK Žepče.
Die Bosnier spielten seit dem Aufstieg 2002 bis 2008 in der höchsten bosnischen Spielklasse. Die beste Ligaplatzierung erreichte der Verein in der Spielzeit 2005/06 mit Rang 8. Das Heimstadion des Vereines war das Žepče Gradski Stadion (zu deutsch: Stadion der Stadt Žepče). Das Stadion fasste 4.000 Besucher. Die Fans des Vereins wurden die CANIBALS (zu deutsch: Kannibalen) genannt. Nach dem Abstieg im Jahr 2008 wurde der Verein zwei Spielzeiten später bis in die dritte Liga durchgereicht.
Im Jahr 2010 stellte der Verein den Spielbetrieb ein.